# Mansión Winchester
La casa Winchester es una mansión de estilo reina Ana-victoriano ubicada en San José, California, Estados Unidos que forma parte del Registro Nacional de Lugares Históricos y del California Historical Landmark.
Fue la residencia de Sarah Winchester, una persona callada e inteligente. Sarah fue una arquitecta autodidacta y viuda del magnate inventor del rifle de repetición William Wirt Winchester.
Hoy la mansión es usada como un museo y atractivo turístico, nombrada la Misteriosa Mansión Winchester (Winchester Mystery House, en inglés).

## Historia

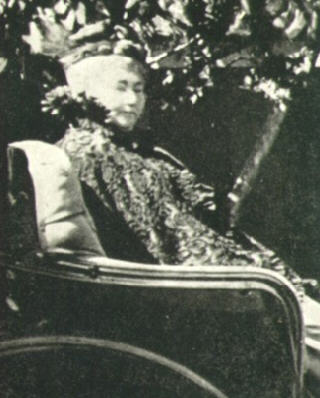
Sarah Winchester en su única foto conocida, hacia 1910.

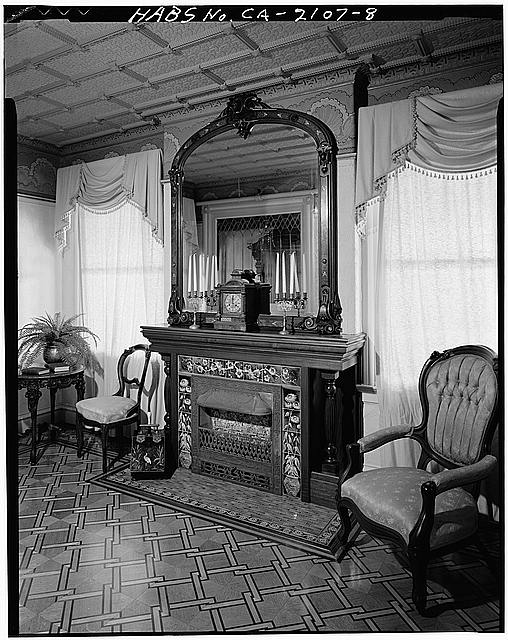
Uno de los espejos de la casa

Sarah Lockwood Winchester (de soltera, Pardee) fue una heredera estadounidense que acumuló una gran riqueza después de la muerte de su marido, William Wirt Winchester. La herencia incluyó USD $ 20 millones (equivalentes a $ 507.172.414 actuales), así como una participación del 51% en la Winchester Repeating Arms Company, lo que la convirtió en una de las mujeres más ricas del mundo en ese momento. Ella utilizó su gran fortuna para la construcción de la mansión Winchester. Inicialmente era una pequeña construcción de ocho habitaciones que fue creciendo hasta llegar a los siete pisos. Durante el terremoto de San Francisco de 1906 los tres pisos superiores colapsaron y los arquitectos tuvieron que hacer una remodelación y hoy en día tiene cuatro pisos.

## Arquitectura de la casa
La mansión originalmente en un amplio terreno de 162 acres, se ha reducido a solo una superficie de 4,5 acres (24.000 m²) justo para contener la gran casa y dependencias cercanas. Consta de 160 cuartos, incluyendo 40 habitaciones, 467 puertas, 6 cocinas, 52 tragaluces y 2 salones de baile (uno de ellos sin acabar). También incluía 47 hogares, 17 chimeneas (y restos de otras 2), más de 10 000 paneles de cristal, 2 sótanos, 3 ascensores y lámparas de gas que se encendían con un botón. Contaba con solo una ducha y dos espejos en toda la casa. Debido a la artritis debilitante que padecía la señora Winchester, se instalaron muchas escaleras especiales muy poco empinadas para que pudiera desplazarse fácilmente por su hogar. Pero estas son las contabilizadas, todavía podría haber más habitaciones sin descubrir, ya que la casa es famosa por tener paneles falsos y pasadizos secretos que aún no son descubiertos.
La estructura de la casa es bastante atípica, ya que en ella se pueden encontrar escaleras que no llevan a ninguna parte, puertas pequeñas y puertas grandes que al ser abiertas llevan a paredes o al vacío, así como ventanas ciegas que dan a dentro de la misma casa. Muchos de estos elementos se justifican por la destrucción causada en 1906 por el terremoto de San Francisco y los expertos consideran que a ellos se debe su fama de "embrujada".
Sarah Winchester decoró profusamente la casa. Muchas de las vidrieras fueron creadas por Tiffany Company. Algunas fueron diseñadas específicamente para ella, y otras por ella misma, incluida una ventana con un motivo de telaraña que presentaba su diseño favorito. Tiffany diseñó una segunda ventana él mismo, de modo que cuando la luz del sol incide sobre los cristales prismáticos, un arco iris se proyecte a través de la habitación. La ventana posteriormente fue cubierta por un muro, lo que impidió el paso de la luz.

## Leyenda
Según la creencia popular la casa estuvo en constante construcción durante 38 años, hasta que Sarah Winchester falleció, lo cual no es cierto como lo demuestra Mary Jo Ignoffo, biógrafa de la propietaria.
Las leyendas populares, que comenzaron ya durante su vida, sostenían que la propietaria estaba convencida de que estaba maldita, y que la única forma de alivio era construir su hogar en California. Según fuentes, en una ocasión visitó a una médium en Boston, quien le dijo que la casa estaba maldita por todos aquellos que murieron por las armas Winchester fabricadas por su marido. Asimismo, le dijo que, para que los espíritus la dejaran en paz, debía construir una casa sin jamás terminarla, así los espíritus no podrían hallar una morada donde vivir. Se dice que había pasillos secretos desde los que Sarah Winchester vigilaba las interminables obras de la casa.
Cuando la señora Winchester falleció, todas sus posesiones, excepto la casa, fueron legadas a su sobrina y secretaria personal. Ella tomó todo lo que le interesó y el resto lo subastó. Los tasadores consideraron que la gran casa no tenía valor debido a los daños causados por el terremoto, el diseño sin terminar y su naturaleza poco práctica. Fue vendida en subasta pública a un inversionista local por más de 135.000 dólares y luego se arrendó por diez años al matrimonio formado por John y Mayme Brown, que finalmente la compraron. En febrero de 1923, cinco meses después de la muerte de Winchester, la casa se abrió al público y Mayme Brown fue su primera guía turística.

## Filmografía
El 26 de abril de 2015 el programa uruguayo Voces Anónimas emitió un episodio de la quinta temporada denominado "La Mansión Winchester" donde se cuenta la leyenda de la mansión y de su dueña Sarah Winchester.  
El 22 de febrero de 2018 se estrenó la película de terror Winchester, la cual narra la historia de la mansión.
El filme está protagonizado por Helen Mirren, Jason Clarke y Sarah Snook.
El 27 de enero de 2002 se estrena en formato de miniserie “Rose Red” dirigida por el cineasta Craig R. Baxley basada en el libro de Stephen King del mismo nombre en la cual la casa Winchester es el epicentro de los sucesos paranormales que alimentan la leyenda.